# Odbyt

Przewód pokarmowy z zaznaczonym odbytem

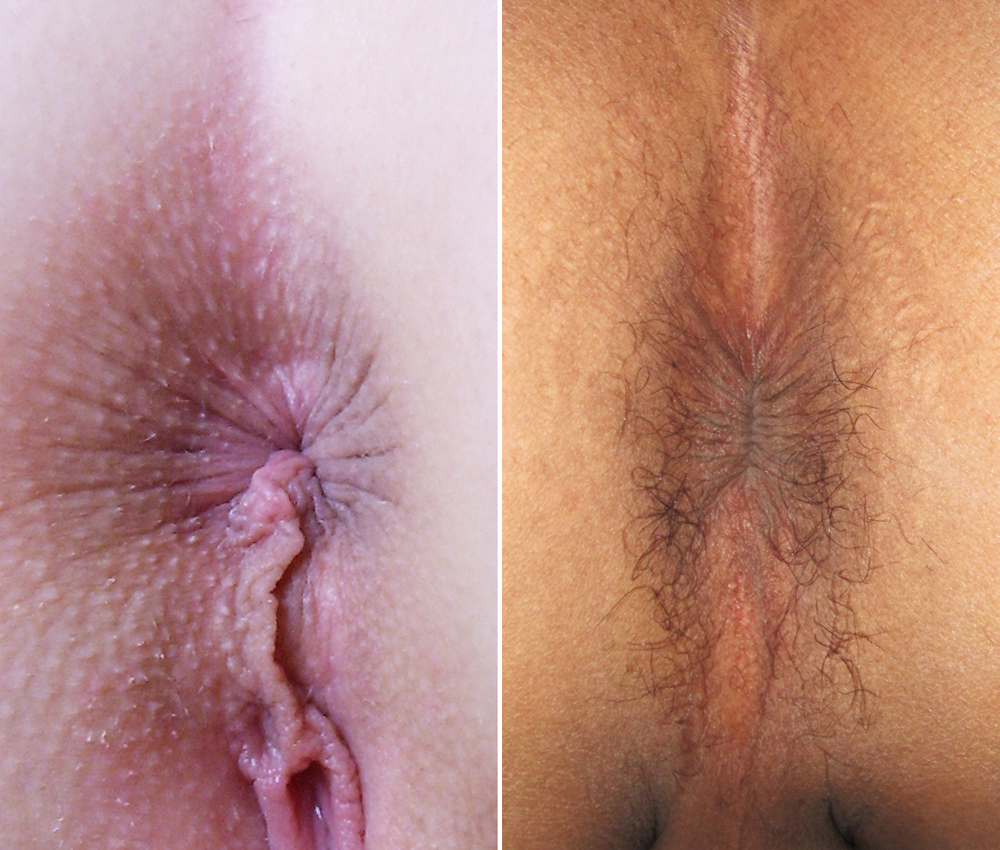
Odbyt u człowieka, po lewej kobiety, po prawej mężczyzny

Odbyt (łac. anus) – w anatomii końcowy otwór przewodu pokarmowego. Odbyt zamykany jest przez wieniec silnych, okrężnych mięśni tworzących zwieracz odbytu (rozróżnia się zwieracz wewnętrzny odbytu i zwieracz zewnętrzny odbytu). Podstawową funkcją odbytu jest opróżnianie przewodu pokarmowego z kału w procesie defekacji.
U ludzi odbyt męski jest bardziej owłosiony i silniej wybarwiony. U niektórych zwierząt – płazów, gadów i ptaków, a także ryb spodoustych oraz stekowców – zamiast odbytu występuje kloaka, do której uchodzą układy: pokarmowy, wydalniczy i płciowy. Ptaki kopulują najczęściej stykając się kloakami.

## Choroby odbytu
Śluzówka wyściełająca jelita w odbycie przechodzi w skórę; jest tu szczególnie unaczyniona i podatna na tworzenie się guzków krwawniczych. Mogą tworzyć się również ropnie okołoodbytnicze, powikłane niekiedy trudnymi do wyleczenia przetokami okołoodbytniczymi. Przy nadmiernym rozciągnięciu otworu odbytowego może zajść pęknięcie śluzówki. Okolice odbytu mogą również być terenem wyprzenia lub odparzeń, np. przy infekcjach grzybiczych. Może wystąpić świąd odbytu (łac. pruritus ani) o nieznanej przyczynie; niekiedy świąd wywołany jest przez owsiki.
Niekiedy występuje zarośnięcie odbytu (patrz: malformacje odbytu i odbytnicy), wymagające leczenia operacyjnego w pierwszych dniach życia noworodka. Po nieprawidłowo wykonanych operacjach może wystąpić zwężenie bliznowate. Wskutek uszkodzenia zwieracza lub z przyczyn neurologicznych (np. w pourazowym uszkodzeniu rdzenia kręgowego) wystąpić może nietrzymanie stolca.

## U innych ssaków

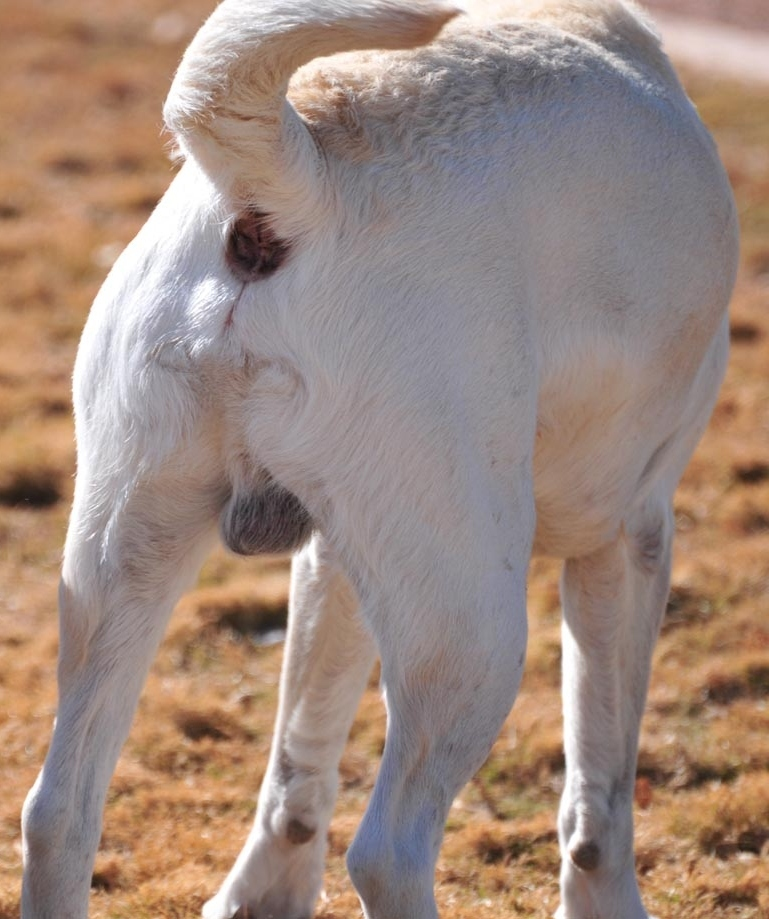
Odbyt psa rasy labrador
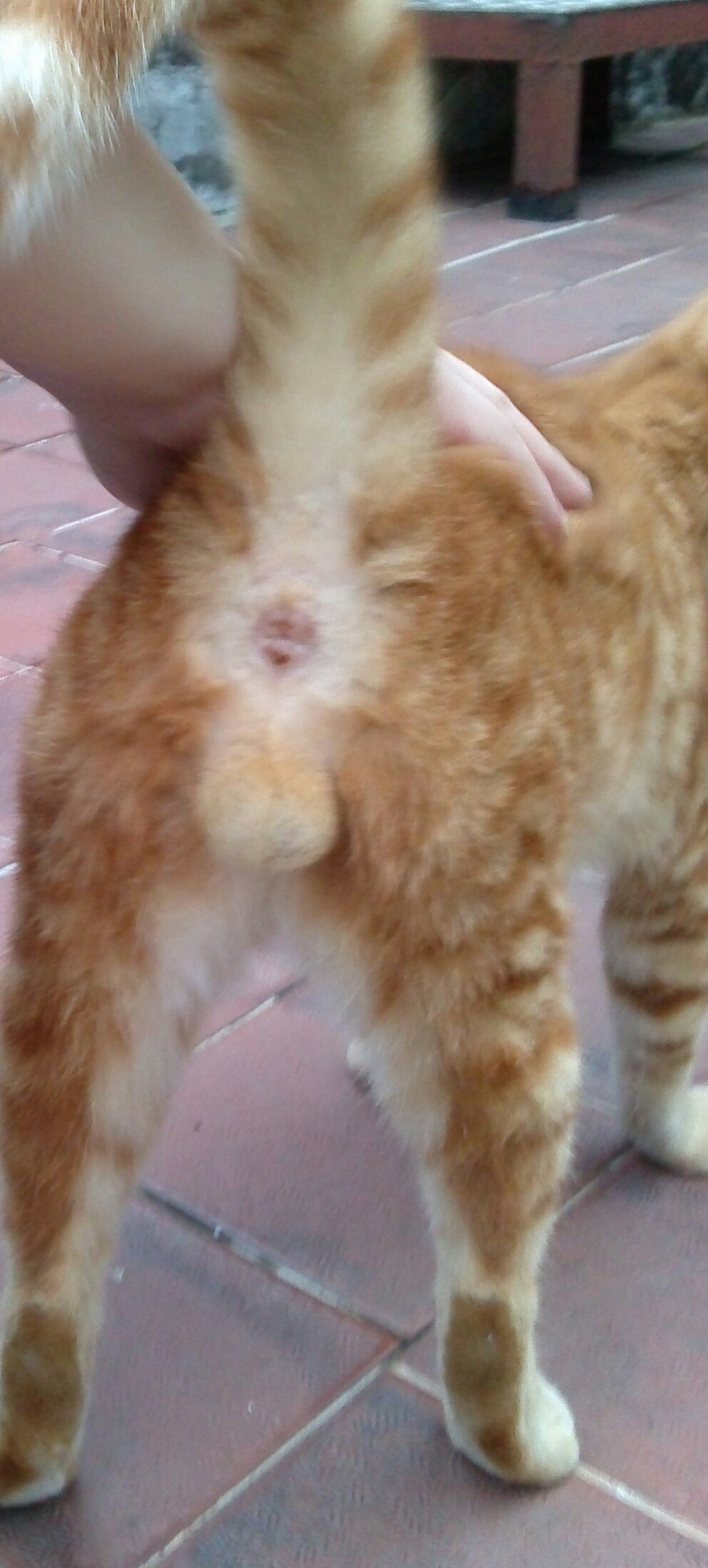
Odbyt kota
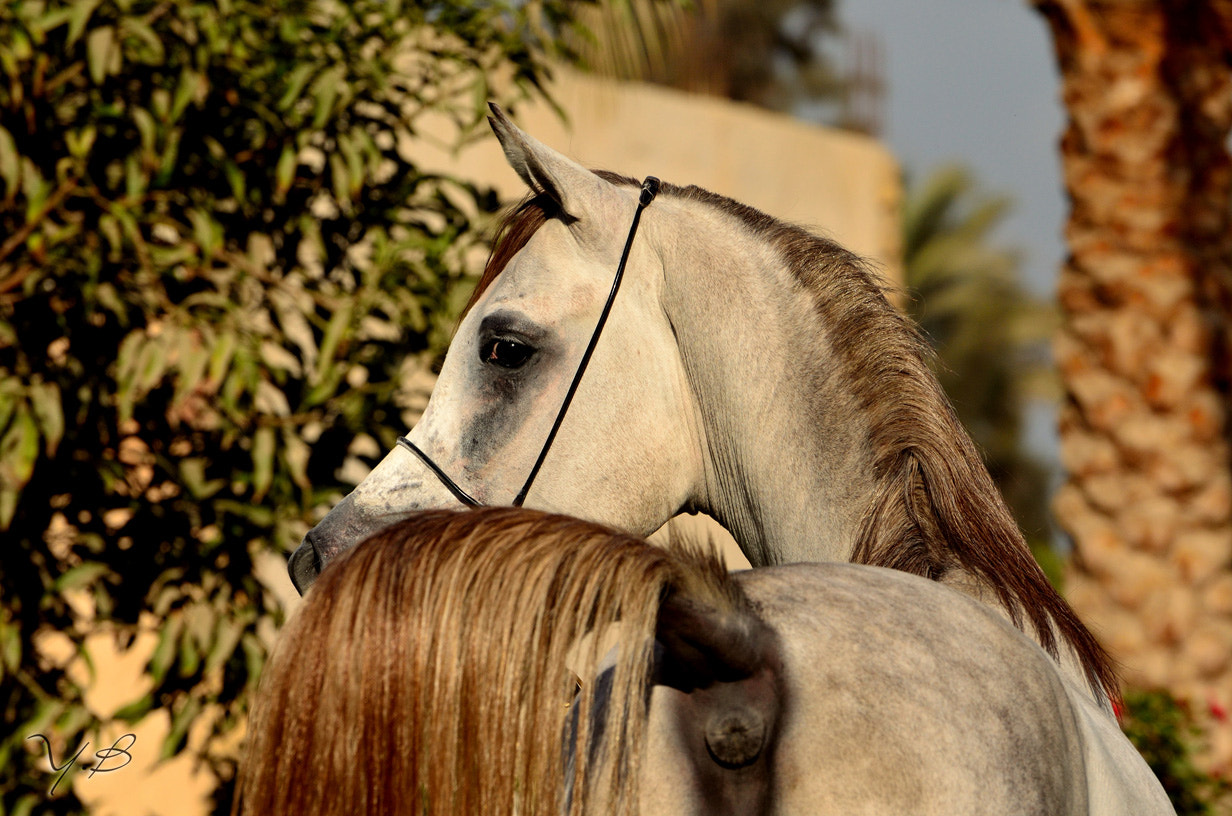
Odbyt konia rasy arabskiej
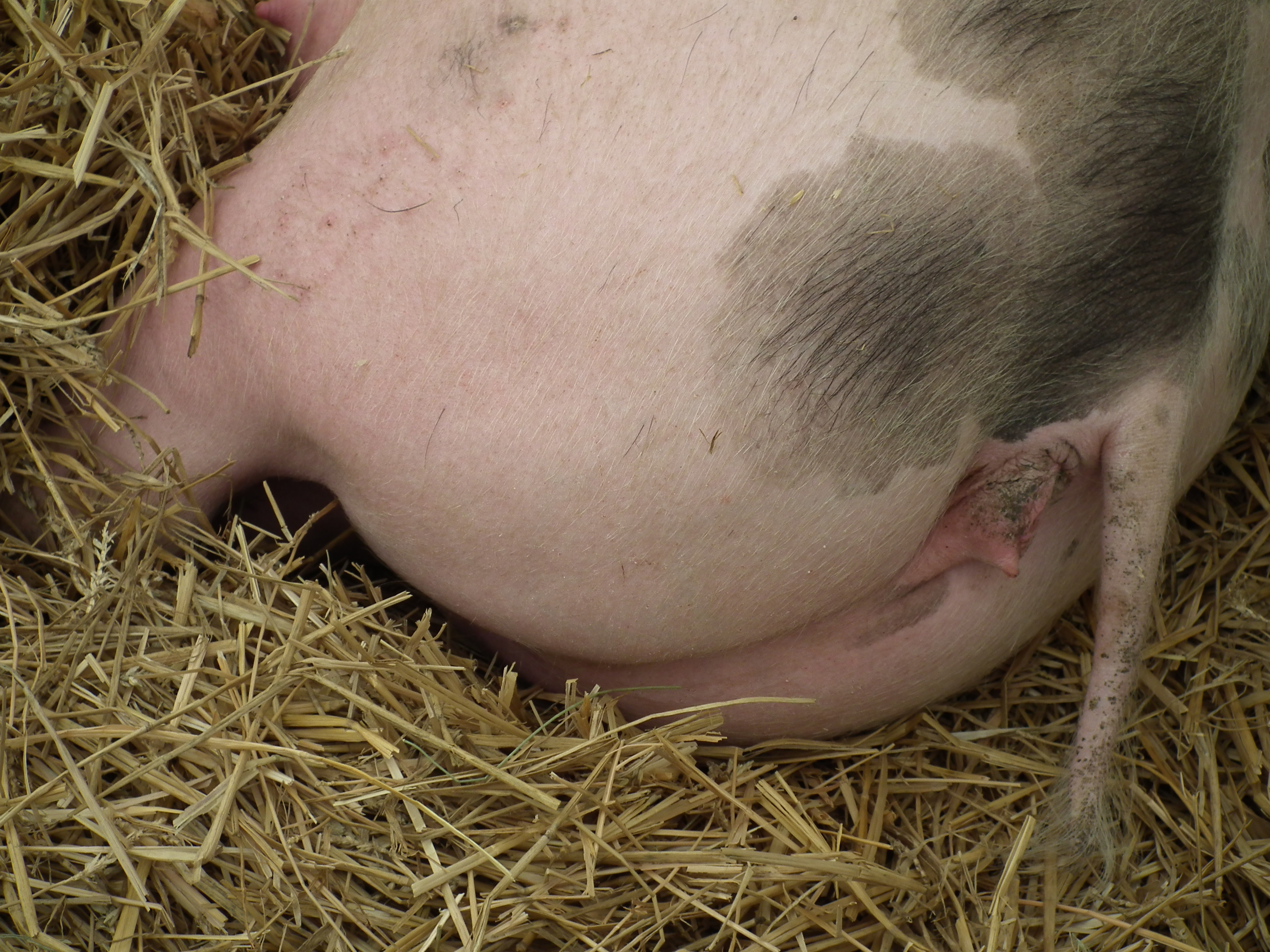
Odbyt świni
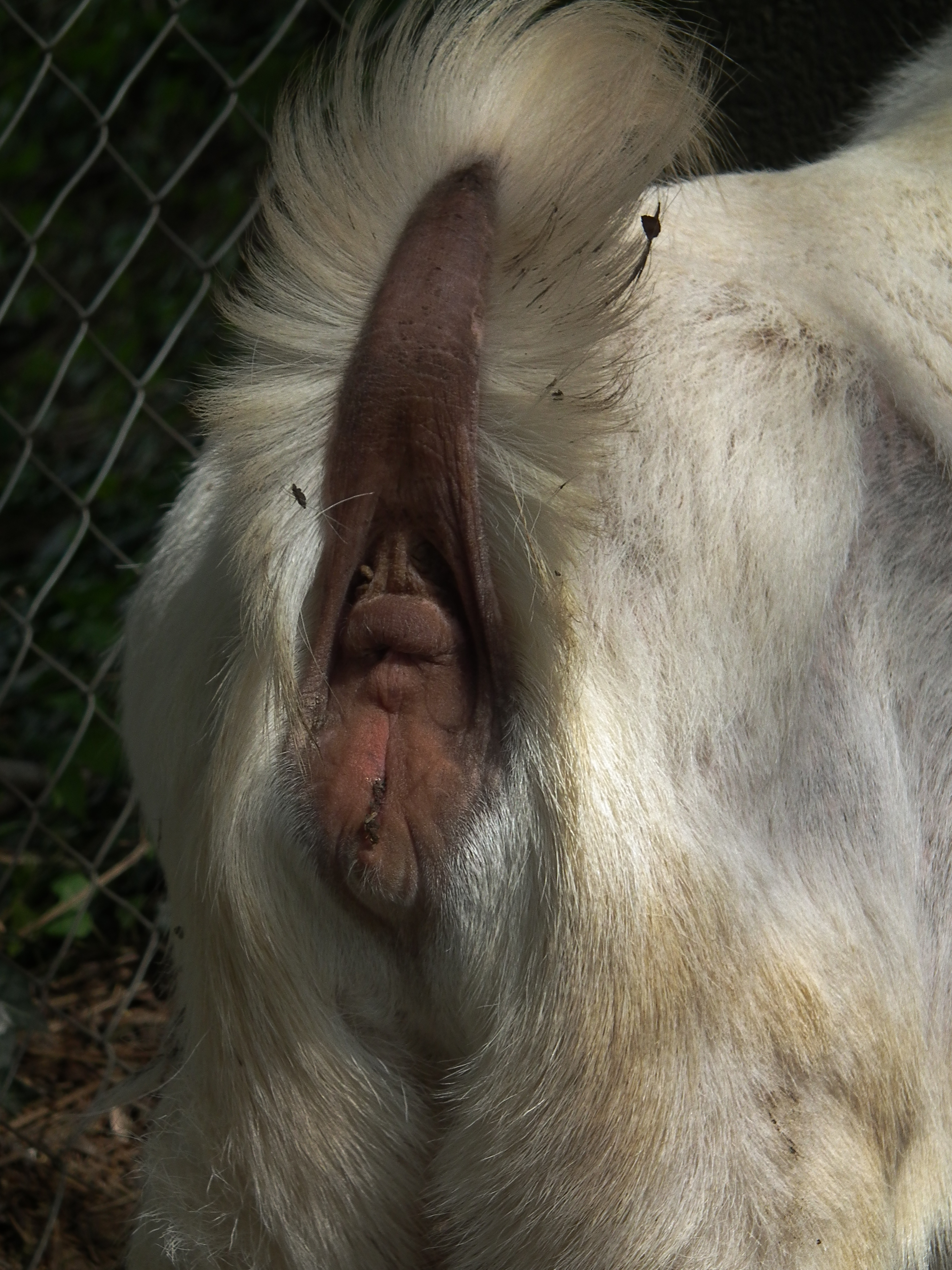
Odbyt i srom kozy
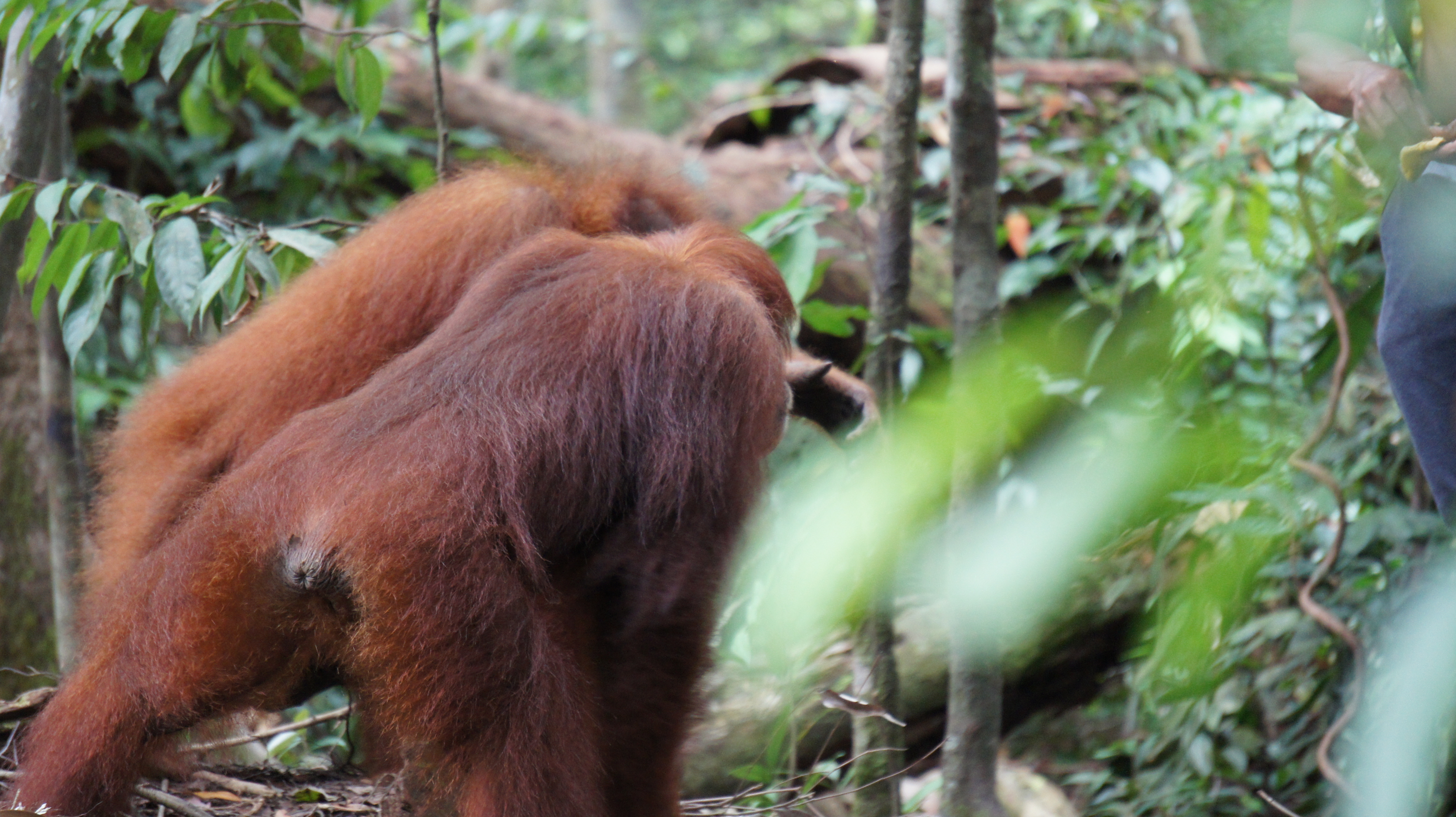
Odbyt orangutana
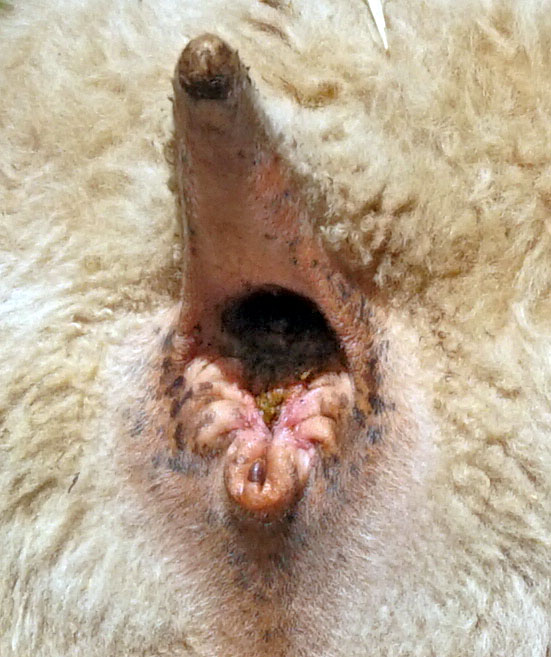
Odbyt owcy
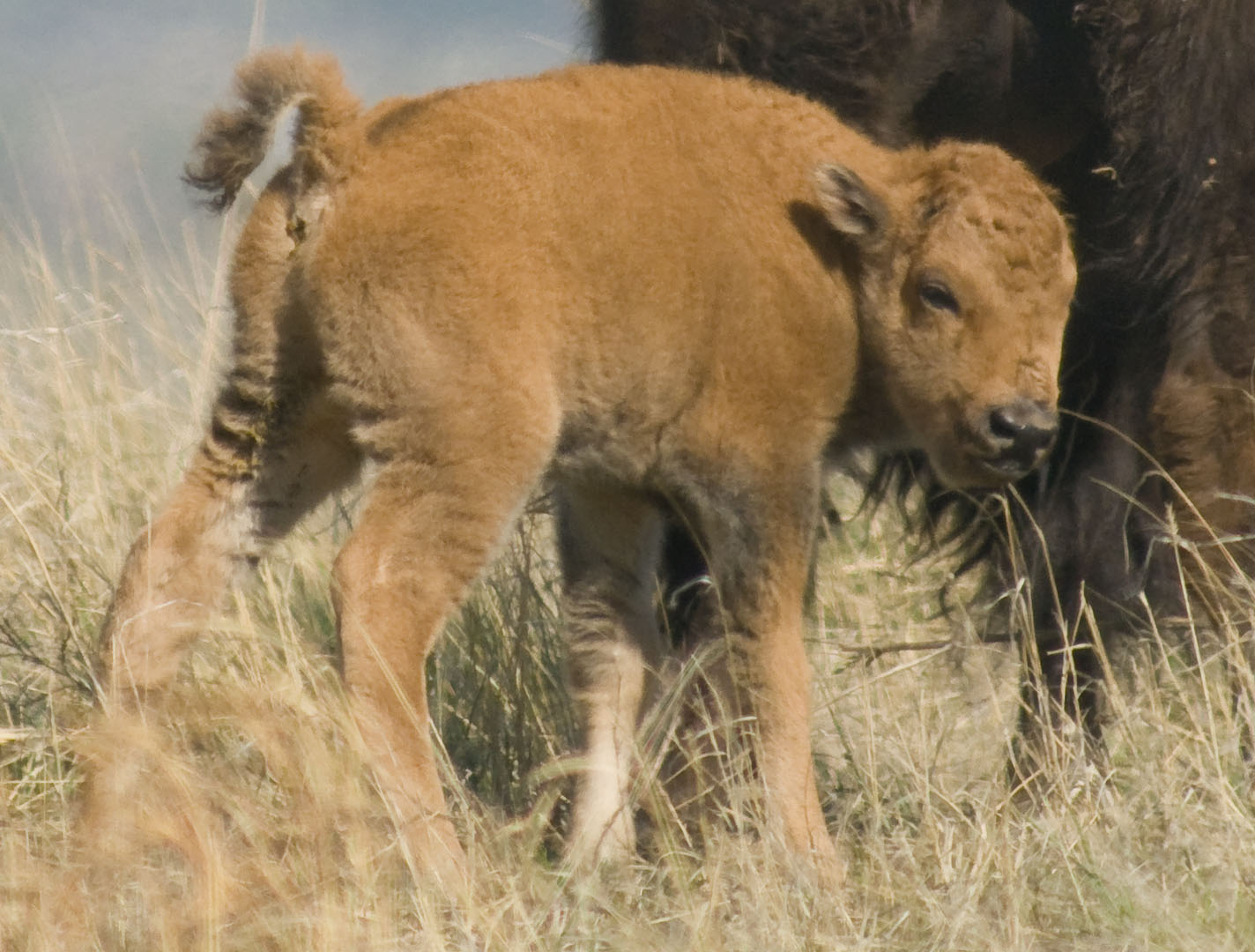
Odbyt u młodego bizona
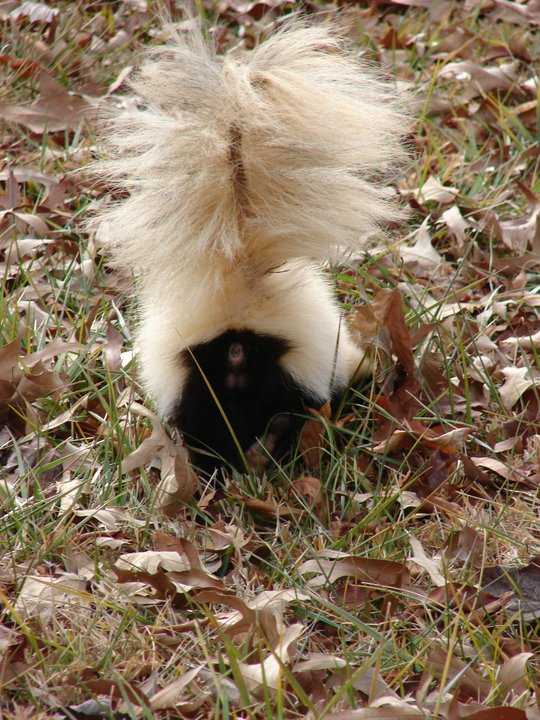
Odbyt skunksa
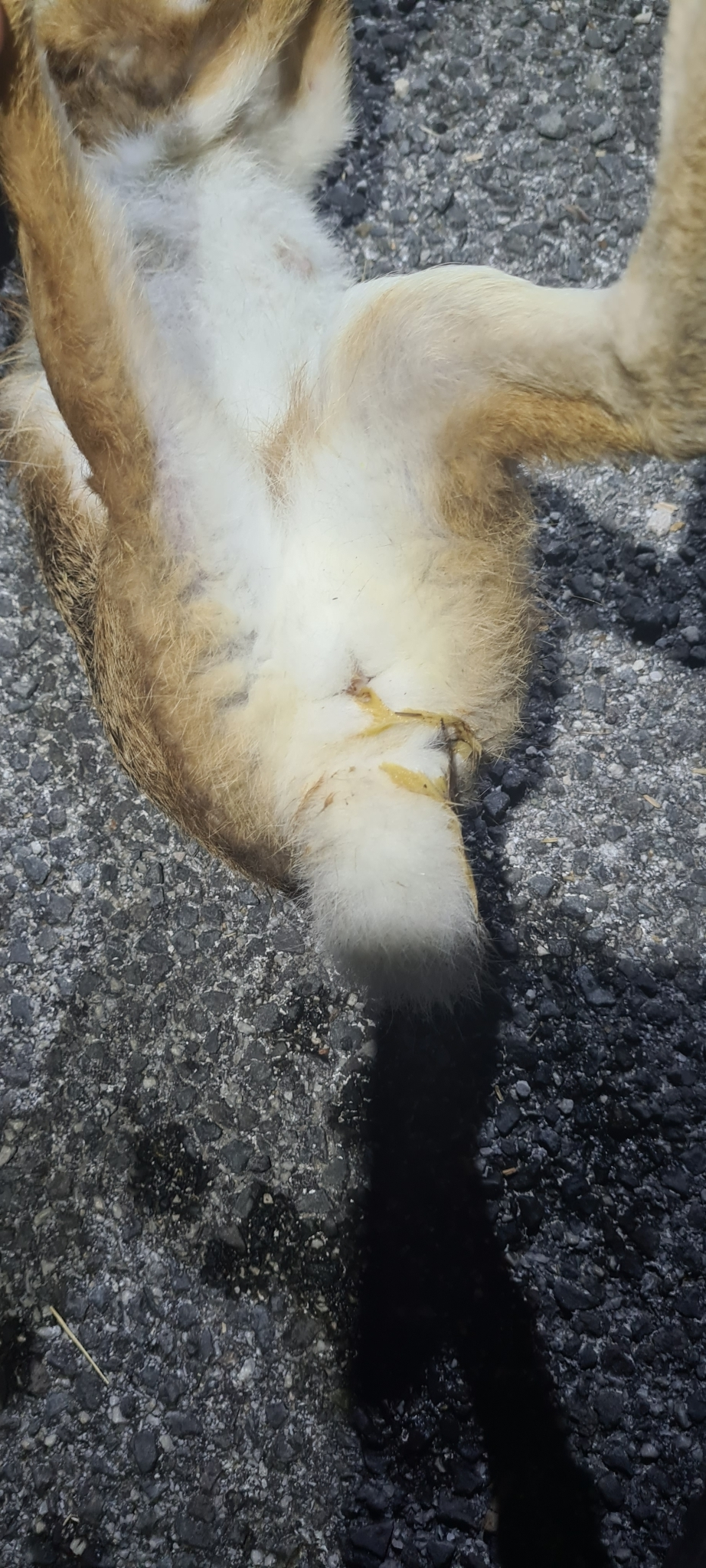
Odbyt zająca apenińskiego